# Eisenpagode des Chongjue-Tempels
Die Eisenpagode des Chongjue-Tempels (chinesisch 崇觉寺铁塔, Pinyin Chóngjué sì tiětǎ, englisch Iron Tower at Chongjue Temple) in der Stadt Jining in der ostchinesischen Provinz Shandong stammt aus der Zeit der Nördlichen Song-Dynastie.
Der Chongjue-Tempel (Chóngjué sì 崇觉寺) wurde im 1. Jahr der Nördlichen Qi-Dynastie (560) gegründet, im 4. Jahr der Chongning-Ära (1105) der Nördlichen Song-Dynastie wurde die Eisenpagode errichtet und der Tempel wechselte den Namen zu Eisenpagoden-Tempel (Tiětǎ sì 铁塔寺).
Der aus Eisen gegossene achteckige Korpus der Eisenpagode hat neun Geschosse sowie zwei Geschosse aus Ziegeln an seiner Basis, d. h. das Bauwerk umfasst insgesamt elf Geschosse Seine Gesamthöhe beträgt 23,8 m, das Bauwerk ähnelt einer hölzernen Pagode im Turmstil.
Ursprünglich hatte die Pagode nur sieben obere Geschosse, zwei wurden 1581 bei Renovierungsarbeiten in der Zeit der Ming-Dynastie hinzugefügt.
Die Pagode befindet sich heute auf dem Gelände des Stadtmuseums Jining.
Die Eisenpagode des Chongjue-Tempels  (Chongjue si tieta) steht seit 1988 auf der Liste der Denkmäler der Volksrepublik China (3-146).